# Barrio de la Iglesia
Barrio de la Iglesia är en ort i Spanien.   Den ligger i provinsen Provincia de Cantabria och regionen Kantabrien, i den norra delen av landet, 300 km norr om huvudstaden Madrid. Barrio de la Iglesia ligger 38 meter över havet och antalet invånare är 772.
Terrängen runt Barrio de la Iglesia är kuperad åt sydost, men norrut är den platt. Havet är nära Barrio de la Iglesia norrut. Runt Barrio de la Iglesia är det ganska tätbefolkat, med 62 invånare per kvadratkilometer. Närmaste större samhälle är Torrelavega, 16,7 km öster om Barrio de la Iglesia. Omgivningarna runt Barrio de la Iglesia är en mosaik av jordbruksmark och naturlig växtlighet.